# La Barceloneta de Llofriu
La Barceloneta este un cartier din localitatea catalană Llofriu. Prima atestare dateaza din anul 1794. Acest cartier avea in 2006 o populație de 100 locuitori.
1. ↑   https://analisi.transparenciacatalunya.cat/Demografia/Nomencl-tor-estad-stic-d-entitats-i-nuclis-de-pobl/tssr-jqsj/about_data Lipsește sau este vid: |title= (ajutor)
2. ↑   (PDF) http://centrodedescargas.cnig.es/CentroDescargas/documentos/Memoria_NGMEP.pdf Lipsește sau este vid: |title= (ajutor)